# Vooruit
Vooruit (nederländska för Framåt; tidigare namn: Socialistische Partij, SP 1978–2001 och Socialistische Partij Anders, SP.A 2001–2021) är ett socialdemokratiskt politiskt parti i Belgien. Under 2000-talet hade partiet valtekniskt samarbete med det vänsterliberala partiet SPIRIT.

## Historia
Belgiska Arbetarepartiet bildades 1885. Detta parti upplöstes under den tyska ockupationen men ledande partiföreträdare bildade 1944 det Belgiska socialistpartiet som 1978 delades i franskspråkiga Parti Socialiste (PS) och det flamländska Socialistische Partij (SP). Mellan 2001 och 2021 hette partiet Socialistische Partij Anders (SP.A). Partiet fick sitt nuvarande namn i mars 2021.

## Partiledare
- 1978–1989: Karel Van Miert
- 1989–1994: Frank Vandenbroucke
- 1994–1998: Louis Tobback
- 1998–1999: Fred Erdman
- 1999–2003: Patrick Janssens
- 2003–2005: Steve Stevaert
- 2005: Caroline Gennez
- 2005–2007: Johan Vande Lanotte
- 2007–2011: Caroline Gennez
- 2011-2015: Bruno Tobback
- 2015-2019: John Crombez
- 2019-: Conner Rousseau